# Harding (Familienname)
Harding ist ein Familienname aus dem anglo-amerikanischen Sprachraum.

## Namensträger

### A
- Aaron Harding (1805–1875), US-amerikanischer Politiker
- Abner C. Harding (1807–1874), US-amerikanischer Politiker
- Aldous Harding (* 1990), neuseeländische Singer-Songwriterin
- Allison V. Harding (eigentlich Jean Milligan; 1919–2004), US-amerikanische Schriftstellerin
- Ann Harding (1902–1981), US-amerikanische Schauspielerin
- Anthony Harding (* 2000), britischer Wasserspringer

### B
- Benjamin F. Harding (1823–1899), US-amerikanischer Politiker
- Brenna Harding (* 1996), australische Schauspielerin
- Buster Harding (1917–1965), US-amerikanischer Jazzmusiker

### C
- Carl Ludwig Harding (1716–1793), deutscher Pastor
- Chester Harding (Maler) (1792–1866), US-amerikanischer Maler
- Chester Harding (Politiker) (1866–1936), US-amerikanischer Ingenieur und Politiker
- Curtis Harding (* 1979), US-amerikanischer Soulmusiker

### D
- Dale Harding (* 1982), australischer Maler
- Dan Harding (* 1983), englischer Fußballspieler
- Daniel Harding (* 1975), britischer Dirigent
- David Harding (* 1937), schottischer Installations- und Videokünstler
- Dido Harding, Baroness Harding of Winscombe (* 1967), britische Politikerin

### E
- Edwin F. Harding (1886–1970), US-amerikanischer Generalmajor
- Elizabeth Ya Eli Harding (* 1956), gambische Diplomatin
- Emily J. Harding (1850–1940), britische Malerin und Suffragette
- Eric Harding (* 1972), US-amerikanischer Boxer

### F
- Florence Harding (1860–1924), US-amerikanische First Lady
- Frank F. Harding (1916–1989), US-amerikanischer Anwalt und Politiker

### G
- Georg Harding (* 1981), österreichischer Fußballspieler
- George Matthews Harding (1882–1959), US-amerikanischer Maler, Illustrator und Kriegsmaler
- Georgina Harding (* 1955), britische Schriftstellerin
- Gerald Lankester Harding (1901–1979), britischer Archäologe
- Gunnar Harding (* 1940), schwedischer Schriftsteller

### H
- Hamish Harding (1964–2023), britischer Unternehmer und Pilot
- Harold Harding (1900–1986), britischer Bauingenieur

### I
- Ian Harding (* 1986), US-amerikanischer Schauspieler

### J
- J. Eugene Harding (1877–1959), US-amerikanischer Politiker
- James Harding (Komponist) (um 1550–1626), englischer Flötist und Komponist
- James Harding (Leichtathlet) (* 2003), neuseeländischer Leichtathlet
- James Duffield Harding (1798–1863), britischer Landschaftsmaler, Radierer und Autor
- Jane Harding (* 1955), neuseeländische Medizinerin und Hochschullehrerin
- Jay M. Harding, Tonmeister
- Jeff Harding (* 1965), australischer Boxer
- John Harding, 1. Baron Harding of Petherton (1896–1989), britischer Feldmarschall und Gouverneur von Zypern
- John Harding, 2. Baron Harding of Petherton (1928–2016), britischer Adliger und Politiker (Conservative Party)
- John Harding (Schauspieler, I), Schauspieler
- John Harding (Schauspieler, 1948) (1948–2015), britischer Schauspieler
- John Pauls-Harding (1922–1988), deutscher Schauspieler, Regisseur und Synchronsprecher
- Joseph Harding (1805–1876), englischer Käsehersteller
- Josh Harding (* 1984), kanadischer Eishockeytorwart
- Joshua Harding (* 1985), australischer Eishockeyspieler
- Julius Friedrich August Harding (1759–1823), deutscher lutherischer Theologe

### K
- Karen Harding (* 1991), englische Pop- und R&B-Sängerin
- Karl Ludwig Harding (1765–1834), deutscher Astronom
- Keith Harding (1938–2021), schottischer Politiker

### L
- Laurence Harding-Smith (1929–2021), australischer Fechter
- Lee Harding (Schriftsteller) (1937–2023), australischer Schriftsteller und Fotograf
- Lee Harding (Sänger) (* 1983), australischer Sänger
- Leonhard Harding (* 1936), deutscher Historiker
- Lindsey Harding (* 1984), US-amerikanische Basketballspielerin
- Luke Harding (* 1968), britischer Journalist

### M
- Mary Esther Harding (1888–1971), englische Ärztin und Psychotherapeutin

### N
- Natasha Harding (* 1989), walisische Fußballspielerin
- Nicholas Harding (1956–2022), britisch-australischer Maler

### P
- Paul Harding (* 1946), britischer Schriftsteller, siehe Paul Doherty
- Paul Harding (* 1967), US-amerikanischer Musiker und Autor
- Peter Robin Harding (1933–2021), britischer Offizier
- Phil Harding (Archäologe) (* 1950), britischer Archäologe
- Phil Harding (Produzent) (* 1957), britischer Toningenieur und Musikproduzent
- Phil Walker-Harding (* 1981), australischer Spieledesigner
- Phyllis Harding (1907–1992), britische Schwimmerin

### R
- Ralph R. Harding (1929–2006), US-amerikanischer Politiker
- Raymond Harding († 2012), US-amerikanischer Politiker
- Reginald Harding (1905–1981), britischer Generalmajor
- Richard Harding (Rugbyspieler) (* 1953), englischer Rugby-Union-Spieler
- Richard Harding (Curler) (* um 1956), schottischer Curler und Curlingfunktionär
- Richard C. Harding, US-amerikanischer General
- Rosamond Harding (1898–1982), britische Privatgelehrte und Sammlerin von Musikinstrumenten
- Ross Harding, Pseudonym von David Gemmell (1948–2006), englischer Fantasy-Schriftsteller

### S
- Sarah Harding (1981–2021), britische Tänzerin, Sängerin und Songwriterin
- Sandra Harding (1935–2025), US-amerikanische Philosophin und Wissenschaftskritikerin
- Stephan Harding (um 1059–1134), englischer Zisterzienserabt und katholischer Heiliger
- Stephen S. Harding (1808–1891), US-amerikanischer Jurist und Politiker

### T
- Tanya Harding (* 1972), australische Softballspielerin
- Tex Harding (Schriftsteller) (Heinrich Peskoller; 1898–nach 1940), österreichischer Schriftsteller
- Tex Harding (Schauspieler) (1918–1981), US-amerikanischer Schauspieler
- Thomas Harding (* 1968), britischer Journalist und Autor
- Tonya Harding (* 1970), US-amerikanische Eiskunstläuferin
- Traci Harding (* 1964), australische Schriftstellerin

### V
- Vincent Harding (1931–2014), US-amerikanischer Historiker und Publizist

### W
- Warren Harding (Bergsteiger) (1924–2002), US-amerikanischer Bergsteiger
- Warren G. Harding (1865–1923), US-amerikanischer Politiker, Präsident 1921 bis 1923
- William Harding (Bankier) (1864–1930), US-amerikanischer Bankier
- William L. Harding (1877–1934), US-amerikanischer Politiker (Iowa)
- William Harding Jackson (1901–1971), US-amerikanischer Rechtsanwalt, Bankmanager und Nationaler Sicherheitsberater